# Thongkhong Laxmi Bazar
Thongkhong Laxmi Bazar é uma cidade e uma nagar panchayat no distrito de Imphal West, no estado indiano de Manipur.

## Demografia
Segundo o censo de 2001, Thongkhong Laxmi Bazar tinha uma população de 12,779 habitantes. Os indivíduos do sexo masculino constituem 50% da população e os do sexo feminino 50%. Thongkhong Laxmi Bazar tem uma taxa de literacia de 58%, inferior à média nacional de 59.5%: a literacia no sexo masculino é de 69% e no sexo feminino é de 46%. Em Thongkhong Laxmi Bazar, 16% da população está abaixo dos 6 anos de idade.